# Vilosnes-Haraumont
Vilosnes-Haraumont ist eine französische Gemeinde mit 254 Einwohnern (Stand: 1. Januar 2022) im Département Meuse in der Region Grand Est (vor 2016: Lothringen). Sie gehört zum Arrondissement Verdun und zum Kanton Clermont-en-Argonne.

## Geographie
Vilosnes-Haraumont liegt etwa 30 Kilometer nordnordwestlich von Verdun an der Maas (frz. Meuse). Umgeben wird Vilosnes-Haraumont mit den Nachbargemeinden Liny-devant-Dun im Nordwesten und Norden, Fontaines-Saint-Clair im Norden, Bréhéville im Nordosten, Écurey-en-Verdunois im Nordosten und Osten, Réville-aux-Bois im Osten, Sivry-sur-Meuse im Südosten und Süden, Dannevoux im Süden sowie Brieulles-sur-Meuse im Westen.

## Geschichte
Im Jahr 1972 wurden Vilosnes und Haraumont zusammengelegt.

## Bevölkerungsentwicklung
| Jahr                       | 1962 | 1968 | 1975 | 1982 | 1990 | 1999 | 2006 | 2011 | 2019 |
| Einwohner                  | 260  | 271  | 257  | 235  | 231  | 212  | 202  | 208  | 226  |
| Quellen: Cassini und INSEE |      |      |      |      |      |      |      |      |      |

## Sehenswürdigkeiten
- Kirche Saint-Barthélemy in Vilosnes, 1778 erbaut
- Kirche Saint-Firmin in Haraumont, 1771 erbaut
- Kapelle Notre-Dame des Naufragés, im 19. Jahrhundert wieder errichtet

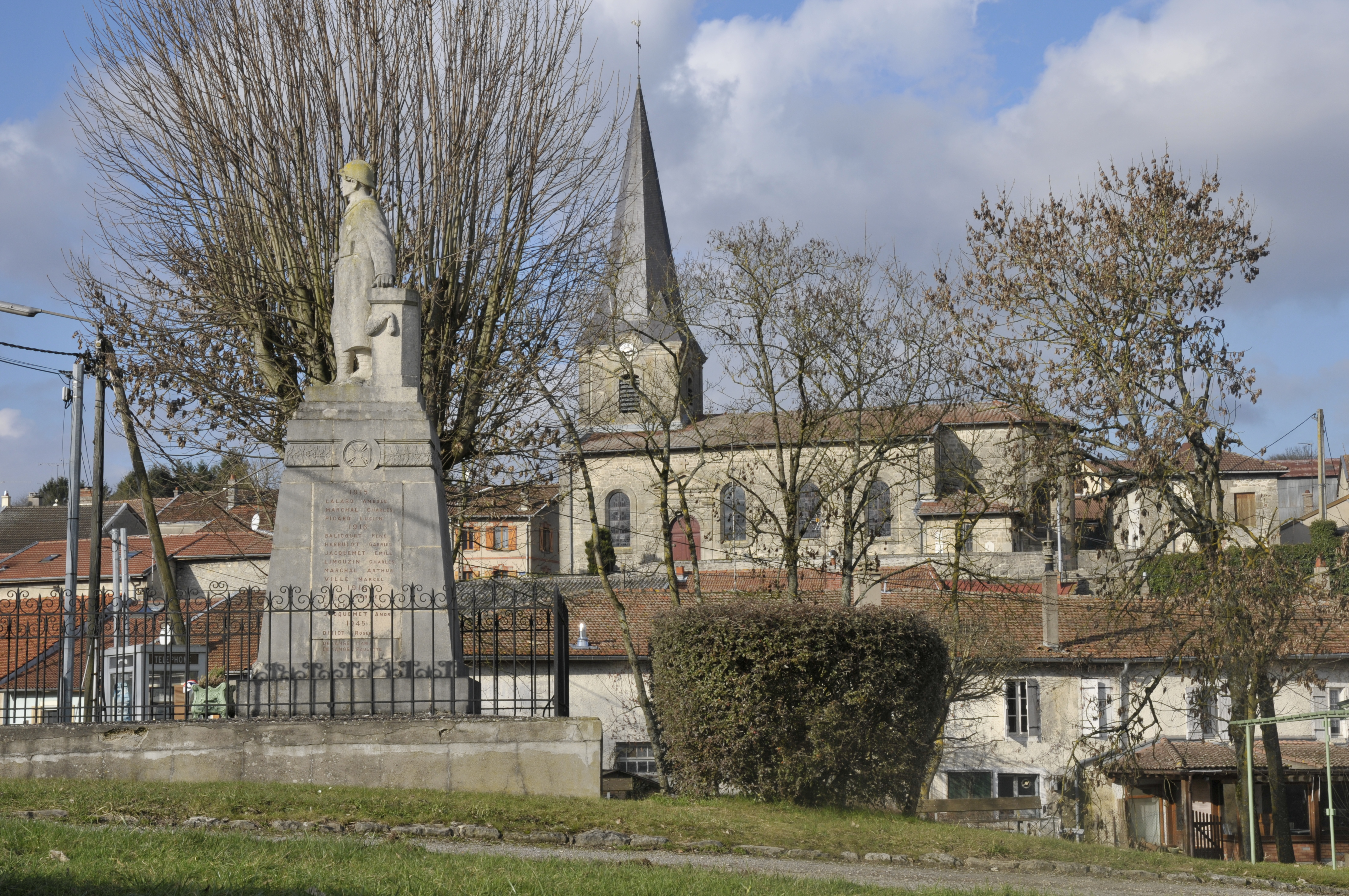
Kirche Saint-Barthélemy
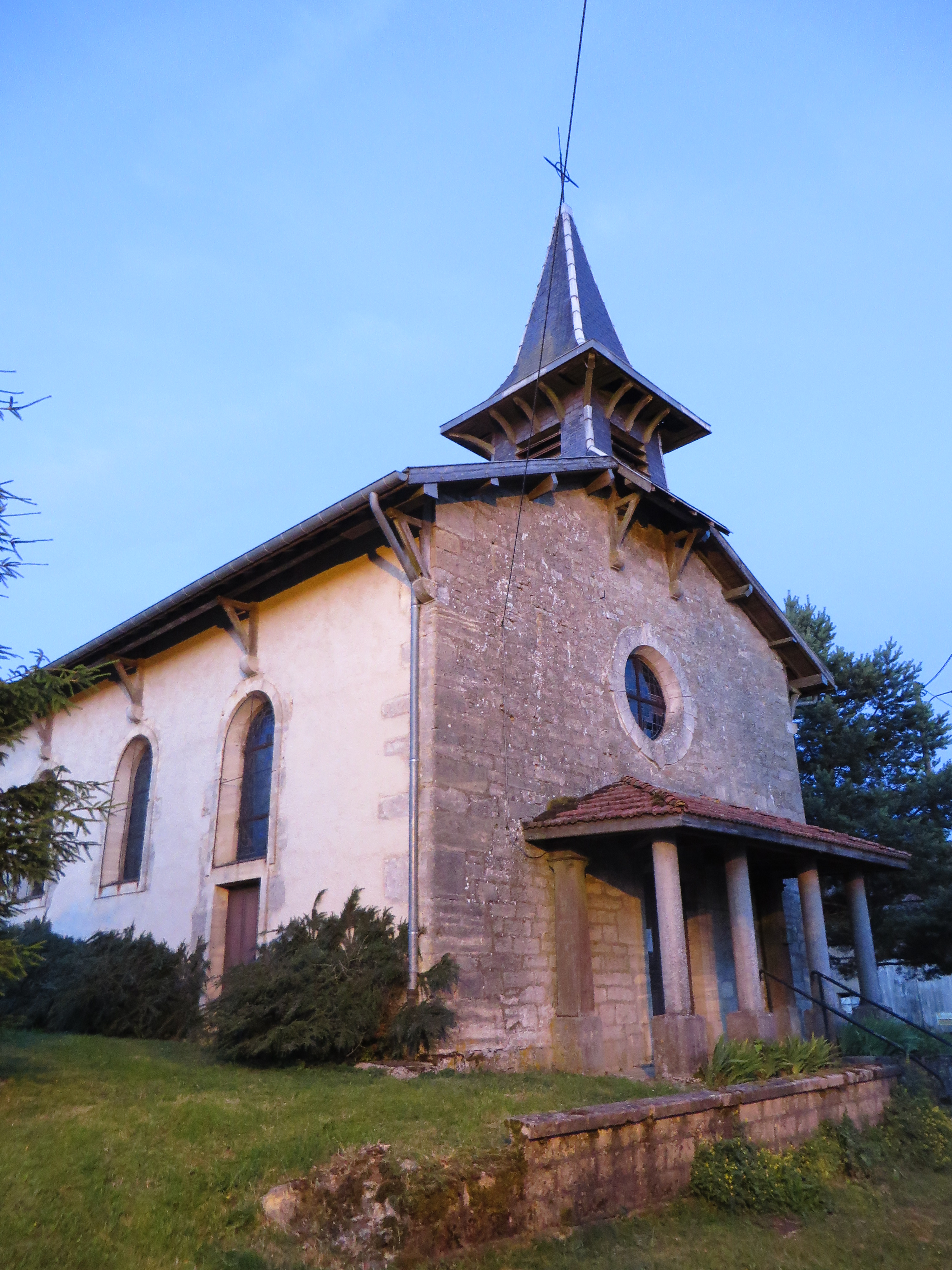
Kirche Saint-Firmin
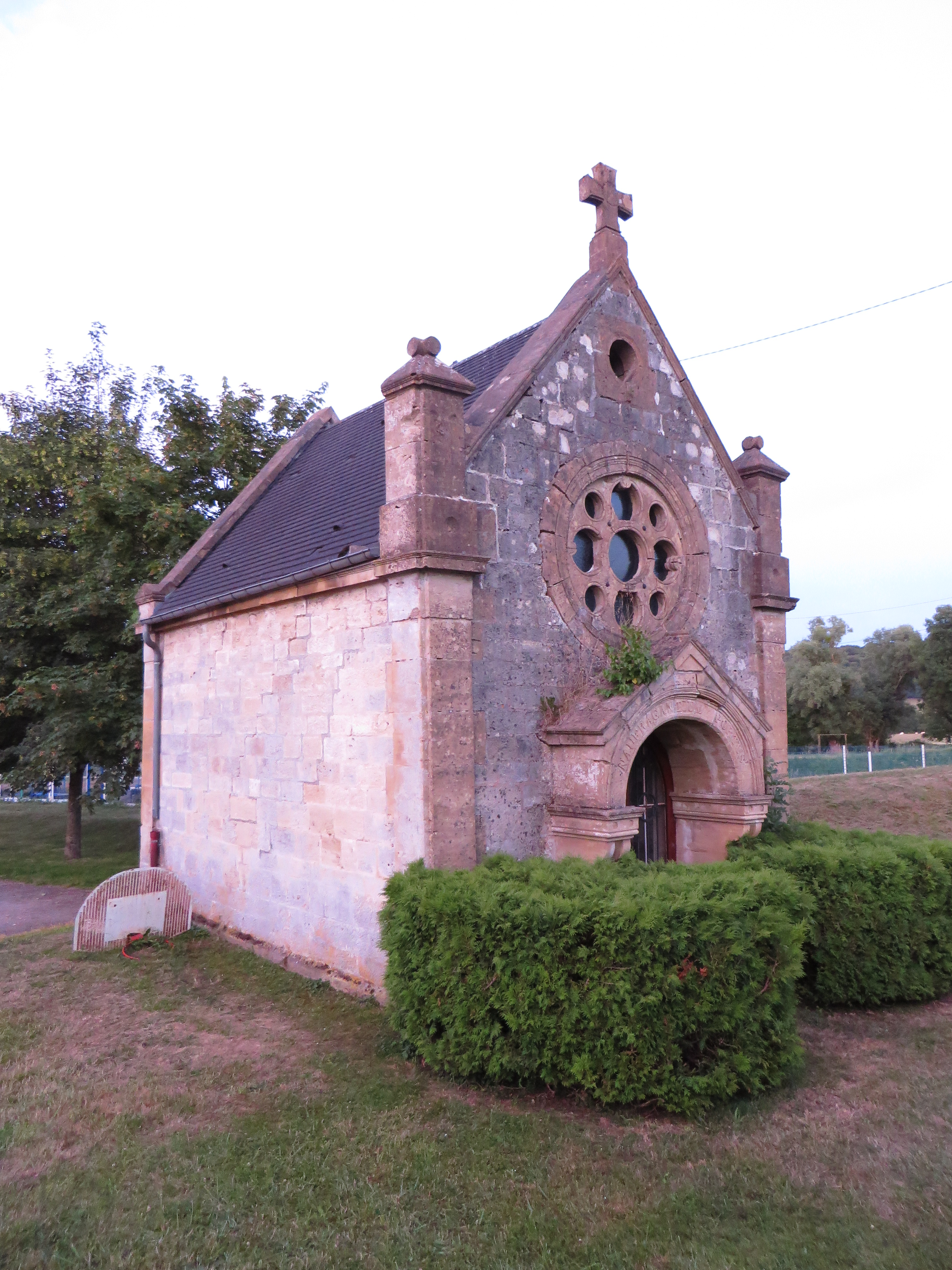
Kapelle Notre-Dame des Naufragés